# 蘇格蘭特許會計師公會
蘇格蘭特許會計師公會（ICAS）建基於愛丁堡,雖名曰蘇格蘭,然其亦為聯合王國特許會計師公會之一，其歷史最為悠久，並與英格蘭及威爾斯特許會計師公會ICAEW屬於特許會計師組織，其考生增長率為英國第二高（最高是特許公認會計師公會（ACCA）。
- 蘇格蘭特許會計師公會為會計職業團體諮詢委員會 （CCAB）及國際會計師聯會 （IFAC）成員。

## 歷史
蘇格蘭特許會計師公會（ICAS）為世界首個專業會計師組織,並於1854年獲皇家特許（Royal Charter）資格。其會員成為第一個被稱為特許會計師（Chartered Accountant）,並在英國會計界使用最崇高而簡潔的頭銜"CA"。 

## 會員資格
- 蘇格蘭特許會計師公會擁有會員約16,000人,分佈於獨立會計師行、私人機構、商界、政府及教育行業,最大特色為「培訓合約」（Training Contract）:學員必須與指定僱主（多為會計師行,亦有少部份私人機構）簽訂培訓合約,學員須在三年訓練期內完成考試及多項要求方能取得CA資格。

- 自1990年代中,蘇格蘭特許會計師公會向蘇格蘭以外之英國地區擴展,並於另一特許會計師專業機構英格蘭及威爾斯特許會計師公會ICAEW達成互認會員資格 詳情 （页面存档备份，存于）。

- 蘇格蘭特許會計師公會會員可以特殊途徑加入特許稅務師公會（Chartered Institute of Taxation）。

## 互認協定
蘇格蘭特許會計師公會與下列機構達成會員互認協定:
- 英格蘭及威爾斯特許會計師公會（Institute of Chartered Accountants in England and Wales）
- 愛爾蘭特許會計師公會（Institute of Chartered Accountants in Ireland）
- 加拿大注册会计师协会（Canadian Institute of Chartered Accountants）
- 澳洲特許會計師公會（Institute of Chartered Accountants of Australia）
- 新西蘭特許會計師公會（New Zealand Institute of Chartered Accountants）
- 南非特許會計師公會（South African Institute of Chartered Accountants）
- 香港會計師公會

蘇格蘭特許會計師公會會員可經應考能力測試（Aptitude Test）或完成指定要求成為上述組織會員。
此外香港會計師公會會員若通過其專業課程（Qualification Programme）及指定工作經驗（所謂Authorized Employer,AE 或 Anthorized Superior,AS）亦可申請成為蘇格蘭特許會計師公會會員。

## 參閱
- 英國會計師

## 外部連結
- ICAS